# Цбинден, Фриц
Фриц Цбинден (нем. Fritz Zbinden; 28 июля 1922 года, Сен-Сюльпис, Швейцария — 15 июня 1983 года, Базель, Швейцария) — швейцарский шоссейный велогонщик. В 1950 году участвовал в Тур де Франс, заняв по итогам гонки последнее место (51-е).

## Достижения
1949
1-й Штаузе-Рундфарт Клингнау
3-й Тур дю Лак Леман
7-й Тур Швейцарии
1950
1-й Тур дю Лак Леман
1-й — Этап 8 Тур Швейцарии
1951
1-й Штаузе-Рундфарт Клингнау
3-й Чемпионат Швейцарии
7-й Тур Романдии
1953
3-й Тур Северо-Западной Швейцарии
1954
3-й Тур дю Лак Леман
1. ↑  Fritz Zbinden // https://firstcycling.com/rider.php?r=7301